# گرنی وارف
گرنی وارف (انگلیسی: Gurney Wharf) یک پارک ساحلی طراحی شده است، که در حال حاضر برای این منظور قطعه زمینی در گرنی درایو در شهر جرج تاون ایالت پنانگ، در حال بازیابی شدن است. احداث فاز یک گرنی وارف به عنوان مقصد تصویرگونه جدید ساحلی پنانگ، برنامه‌ریزی گردیده که در سال ۲۰۱۸ به پایان برسد.
به محض اتمام پروژه گرنی وارف، طبق تاریخ پیش‌بینی شده در ماه اوت ۲۰۲۱، پارک ساحلی ۲۴٫۲۸ هکتاری، چهار ناحیه تفریحی مجزا را تشکیل خواهد داد که یک ساحل، یک بیشه ساحلی، یک باغ آبی و یک منطقه خرده فروشی غذا و نوشیدنی در کنار دریا می‌باشد.